# Белейка (Жарковский район)
Белейка — деревня в Жарковском районе Тверской области. Входит в состав Новосёлковского сельского поселения.

## География
Деревня расположена в западной части района на берегу реки Межа. Находится на расстоянии примерно 43 км от посёлка Жарковский. Ближайший населённый пункт — деревня Сыр.

## История
До 2013 года деревня входила в состав упразднённого в настоящее время Сычёвского сельского поселения.

## Население
| 2010 |
| ---- |
| 0    |

В 2002 году население деревни составляло 2 человека.
Национальный состав
Согласно результатам переписи 2002 года, в национальной структуре населения русские составляли 100 % от жителей.